# Mesogyrus sibiricus
Mesogyrus sibiricus is een keversoort uit de familie van schrijvertjes (Gyrinidae). De wetenschappelijke naam van de soort is voor het eerst geldig gepubliceerd in 1985 door Ponomarenko.